# Guetaria (Francia)
Guetaria (en euskera: Getaria; en francés: Guéthary) es una localidad y comuna francesa situada en el departamento de Pirineos Atlánticos, en la región de Nueva Aquitania y el territorio histórico vascofrancés de Labort. 
Antiguo puerto especializado en la pesca ballenera convertido en estación balnearia y de la práctica del surf, limita al norte con Bidarte, al suroeste con San Juan de Luz y al noroeste con el mar Cantábrico.

## Heráldica
En campo de plata, una mar de azur, cargado de una ballena contornada, de plata y de una trainera ballenera de oro, con vela de gules y cargada de seis pescadores de su color natural, el timonel contornado, y el último arponeando a la ballena; todo ello acompañado en el flanco diestro de un acantilado de su color natural en el que se encuentra un vigía, de sable.

## Demografía
| Gráfica de evolución demográfica de Guéthary entre 1800 y 2012 |
|                                                                |

Fuentes: Ldh/EHESS/Cassini e INSEE.

## Historia
El faro de Guéthary, todavía conservado sobre una atalaya, era utilizado como puesto de observación y localización de ballenas y también de piratas. Cuando se localizaban los especímenes, los pescadores descendían al puerto y embarcaban en traineras para aproximarse a los animales para su arponeamiento. En caso de ataque de piratería, el pueblo se refugiaba en el interior, en la casa fuerte de Ostalapia cerca de Ahetze, que también era un albergue para peregrinos del Camino de Santiago.
Desde mediados del siglo XX, Guéthary se ha convertido en un destino turístico por su estación balnearia y la práctica de surf.

## Patrimonio
- Iglesia de San Nicolás, siglo XII.
- Museo de Guéthary : elementos del periodo romano y obras del escultor Swiecinski junto con exposiciones de Arte contemporáneo.
- La pasarela "Itsasoan" del arquitecto Godbarge (1927).
- El puerto pesquero presenta una pronunciada inclinación que servía para el arrastre de las ballenas.
- Monumento a los caídos, de Maxime Real del Sarte.
- El ayuntamiento, obra del arquitecto Ferdinand Brana. Alberga una obra pictórica de Ramiro Arrue, artista vasco bilbaíno influenciado por el Art déco, además de otras representaciones de escenas vascas en la sala de honor Irintzina.
- La Capilla de Parlementia, con un enrejado para separar en la antigüedad a los enfermos leprosos, también albergue para peregrinos del Camino francés de Santiago de Compostela.

## Personalidades
- Paul-Jean Toulet (1867-1920), poeta fallecido en Guéthary.
- Chiquito de Cambo (1881-1950), pelotari fallecido en Guéthary.
- Pierre Daninos (1913-2005), escritor, propietario de un palecete en Guéthary.
- Georges Guétary (1915-1997), cantante de opereta.
- Georges Penchenier (1920-2006), periodista, reportero de RTL, Le Monde y la ORTF. Fue uno de los primeros informadores secuestrados por el Viet-Cong durante la Guerra de Vietnam.
- Mathieu Diesse (1926-2004), pintor y cartelista.
- Las hermanas Katia y Marielle Labèque (1950 et 1952), pianistas.
- Gibus de Soultrait, escritor y periodista nacido en 1957, fundador de la revista Surf Session.
- Frédéric Beigbeder, escritor nacido en 1965.
- Paul Aizpiri, pintor.
- Monseñor Mugabure, Obispo de Tokio.

## Localidades hermanadas
- Trois-Pistoles ( Canadá).